# Is This Not Real Magic?
«Is This Not Real Magic?» (с англ. — «Разве это не настоящая магия?») — четвёртый эпизод американского сериала «Женщина-Халк: Адвокат» (2022), основанного на одноимённом персонаже комиксов Marvel. В этом эпизоде адвокат Дженнифер Уолтерс / Женщина-Халк помогает Верховному чародею Вонгу разобраться в суде с фокусником Донни Блэйзом, а также пытается найти себе парня. Действие эпизода происходит в медиафраншизе «Кинематографическая вселенная Marvel» (КВМ), разделяя преемственность с фильмами франшизы. Сценаристом выступила Мелисса Хантер, а режиссёром — Кэт Койро.
Татьяна Маслани исполняет роль Дженнифер Уолтерс / Женщины-Халка; в эпизоде также сыграли Джамила Джамил, Джинджер Гонзага, Джон Басс, Марк Линн-Бэйкер, Риз Койро (Блэйз) и Бенедикт Вонг (Вонг). Кэт Койро присоединилась к сентябрю 2020 года, чтобы стать режиссёром большинства эпизодов сериала.
Эпизод «Разве это не настоящая магия?» был выпущен на Disney+ 8 сентября 2022 года. Он получил в основном положительные отзывы критиков, которые высоко оценили образ Вонга и его отношения с Мэдисинн, а также сценарий, характеристику персонажей и последовательность действий.

## Сюжет
Фокусник Донни Блэйз выступает в своём шоу, приглашая в качестве добровольца для следующего номера девушку по имени Мэдисинн. Блэйз, используя двойное кольцо, открывает портал в другое измерение и телепортирует туда Мэдисинн. Заключив сделку с демоном, Мэдисинн переносится в дом Верховного чародея Вонга и дружится с ним.
Адвокат Дженнифер Уолтерс / Женщина-Халк создаёт профиль в приложении для знакомств. В это время в офисе Уолтерс появляется Вонг и просит судебного разбирательства с Блэйзом, чтобы такие люди, как он, не могли злоупотреблять мистическими искусствами.
Находясь в баре, Никки Рамос, лучшая подруга Уолтерс, предлагает Дженнифер сменить профиль на сайте знакомств на Женщину-Халка, но Уолтерс отказывается, аргументируя желанием ходить на свидание в человеческом облике.
Во время судебного процесса Уолтерс и Вонг приглашают Мэдисинн, которая даёт свои показания. Судья принимает показания и объявляет о принятии решения в течение нескольких недель, разрешая Блэйзу проводить свои шоу.
Уолтерс всё же решает сменить в своём профиле приложения для знакомств имя и фотографию на Женщину-Халка из-за неудачных попыток встретить нормального парня. В своём очередном выступлении Блэйз случайно выпускает рой демонов и обращается к Вонгу за помощью. Уолтерс помогает Вонгу справиться с демонами и убеждает Блэйза отказаться от выступлений до принятия решения в суде.
На следующий день Дженнифер узнаёт о снятии обвинений с Мэри Макферран / Титании, устроившей хаос в зале суда. Титания также подала в суд на Уолтерс, зарегистрировав торговую марку «Женщина-Халк».
В сцене после титров Вонг и Мэдисинн смотрят телевизор и обсуждают алкогольные напитки.

## Производство

### Разработка
В августе 2019 года студия Marvel Studios объявила, что «Женщина-Халк: Адвокат» разрабатывается для стримингового сервиса Disney+. В сентябре 2020 года Кэт Койро была нанята режиссёром первого и пяти других эпизодов, а также исполнительным продюсером сериала. Когда сериал находился на стадии разработки, сюжет, связанный с происхождением Дженнифер Уолтерс в качестве Женщины-Халка, был предназначен для четвёртого эпизода, но в итоге был представлен в первом эпизоде сериала. В число исполнительных продюсеров, помимо Койро и главного сценариста Джессики Гао, входят Кевин Файги, Луис Д’Эспозито, Виктория Алонсо и Брэд Уиндербаум. Четвёртый эпизод, «Is This Not Real Magic?» (с англ. — «Разве это не настоящая магия?»), был написан Мелиссой Хантер и вышел на Disney+ 8 сентября 2022 года.

### Сценарий
Джессика Гао хотела, чтобы шоу было секс-позитивным и исследовало жизнь Дженнифер Уолтерс на свиданиях после её превращения в Женщину-Халка, отметив, что и Уолтерс, и Женщина-Халк будут привлекать мужчин разного типа, вследствие чего к ним будут относиться по-разному. Гао считает, что «вырвать ковёр из-под ног» Уолтерс после проведённой ею ночи с малознакомым парнем в облике Женщины-Халка и увидеть, что на следующее утро он перестаёт интересоваться Уолтерс, «было просто разрушительно». Зрители в течение просмотра эпизода верят, что это «идеальное свидание», однако «холодная суровая правда реальности поражает, и это так ужасно по отношению к ней, что ваше сердце действительно разрывается за неё». По мнению Гао, актёрская игра Татьяны Маслани в этой сцене была тонкой и помогла улучшить качество сцены.
Джессике понравилось то, каким Вонг изображён в эпизоде, посчитав, что сопоставление его и Мэдисинн было «таким волшебным, ведь он серьёзный парень, но в паре с этой полярной противоположностью». В этом эпизоде Никки Рамос была признана квиром. Актриса Джинджер Гонзага считает, что установление сексуальной ориентации Никки — важный элемент, описав её как человека, который «уже знает, кто она и кого будет любить. У неё нет никаких правил для себя». Гонзага выразила мнение, что Никки поощряет Дженнифер «принять свою уникальность и непохожесть на других».

### Кастинг
В эпизоде снялись Татьяна Маслани в роли Дженнифер Уолтерс / Женщины-Халка, Джамила Джамил в роли Титании, Джинджер Гонзага в роли Никки Рамос, Джон Басс в роли Тодда Фелпса, Марк Линн-Бэйкер в роли Морриса Уолтерса:29:50–30:13, Риз Койро в роли Донни Блэйза и Бенедикт Вонг в роли Вонга. Также снялись Пэтти Гуггенхайм в роли Мэдисинн Кинг, Леон Ламар в роли Корнелиуса Уиллоуса, Райан Пауэрс в роли Алана, Майк Бениц в роли Хэнка Сандерсона:31:52, Дэвид Отунга в роли Дерека и Мишель Куриэль в роли Артура. Ведущие новостей Аманда Салас и Боб Декастро выступают в роли самих себя:31:52.

### Съёмки и визуальные эффекты
Съёмки проходили на студии Trilith Studios в Атланте (Джорджия), режиссёром эпизода выступила Кэт Койро, а оператором — Флориан Баллхаус. Риз Койро работал с консультантом по техническим вопросам и фокусником на съёмочной площадке, чтобы научиться ловкости рук для роли, которая, по мнению Койро, была хорошим сопоставлением с магией Камар-Таджа. Он также работал с командой каскадёров при создании сцен с участием магии и левитации. Риз назвал «спонтанные моменты», воплощённые во время съёмок, «очень приятными», например, трюки Вонга, вытаскивающего мячик изо рта, и появление кролика в зале суда. Леон Ламар часто импровизировал и многие из своих фраз в эпизоде услышал от Кэт Койро во время съёмок. Сцена после титров, в которой Мэдисинн и Вонг обсуждают свои любимые алкогольные напитки, изначально не была предусмотрена сценарием. Кэт Койро заявила, что данная сцена появилась благодаря «комедийной химии» актёров, и творческая группа решила «навести на них камеры», чтобы запечатлеть материал.
Визуальные эффекты были созданы компаниями Digital Domain, Wētā FX, Trixter, Wylie Co., Cantina Creative, FuseFX, SDFX Studios, Capital T, Keep Me Posted, Soho VFX и Lightstage:32:58–33:20.

### Музыка
Композитору сериала Эми Доэрти понравилось создавать тему для Донни Блэйза, объединив его тему с основной темой Женщины-Халка, когда эти персонажи взаимодействовали, например, во время их драки в конце эпизода. В эпизоде звучат следующие песни: «Woke Up This Morning (Chosen One Mix)» от Alabama 3, «Again» от Marlee XX, «Vortex» от Stolen Nova, «Blades of Glory» от HLM, «Zoom» от Джесси, «Unordinary Love» от Криса Лав, «I Love You» от Сиддхартха Косла, «Sidelines» от Коула Саймона и «Heaven Is a Place on Earth» от Белинды Карлайл:33:34–33:38.

## Маркетинг
В эпизод включён QR-код, позволяющий зрителям получить доступ к бесплатной цифровой копии комикса West Coast Avengers Annual #4. После премьеры эпизода Marvel объявила о выпуске товаров, вдохновлённых эпизодом, в рамках еженедельной акции «Marvel Must Haves» для каждого эпизода сериала, включая Funko POP!-фигурку Вонга, жевательную игрушку в форме Женщины-Халка для собак и футболки с изображением Женщины-Халка и Мерзости.

## Реакция

### Зрители
Согласно данным фирмы Nielsen Media Research, которая измеряет количество минут, просмотренных американской аудиторией, сериал «Женщина-Халк: Адвокат» стал пятым самым просматриваемым оригинальным сериалом на потоковых сервисах за неделю с 5 по 11 сентября 2022 года, с 493 млн просмотренных минут, что на 4 % больше, чем на предыдущей неделе. По данным агрегатора потокового вещания Reelgood, который изучает количество просмотров на потоковых сервисах в США и Великобритании, «Женщина-Халк: Адвокат» стала девятым самым просматриваемым сериалом за неделю, закончившуюся 9 сентября 2022 года.

### Критики
На сайте-агрегаторе рецензий Rotten Tomatoes серия имеет рейтинг 89 % со средней оценкой 7,4 из 10 на основе 107 отзывов. Амелия Эмбервинг из IGN дала эпизоду 9 баллов из 10 и похвалила сценарий. Салони Гаджар из The A.V. Club оценила «Разве это не настоящая магия?» в «B+»; ей «приятно наблюдать, как Дженнифер Уолтерс учится балансировать между нормальным состоянием и Женщиной-Халком». Алек Боджалад из Den of Geek поставил серии 4 звезды из 5 и посчитал, что это был «мультфильм с живыми актёрами». Арезу Амин из Collider присвоила эпизоду оценку «A-» и отметила, что в отличие от предыдущих серий «эта больше всего похожа на эпизод обычной юридической комедии, где истории A, B и C аккуратно переплетены» между собой. Фэй Уотсон из GamesRadar вручила серии 3 звезды из 5 и подчеркнула, что «сериалу нужно найти настоящего злодея». Бен Шерлок из Game Rant дал эпизоду 4 звезды с половиной из 5 и назвал его самым смешным в сериале.

### Награды
Пэтти Гуггенхайм была названа сайтом TVLine «Исполнительницей недели» за неделю 5 сентября 2022 года за её актёрскую игру в этом эпизоде. Сайт отметил, что она «сделала тусовщицу уморительно конкретной с помощью ритма её речи и интонаций» и особо отметил сцену с ней в зале суда, а затем заключил: «Мэдисинн Гуггенхайм стала одним из первых по-настоящему современных персонажей в КВМ за последнее время — кем-то, кто, к лучшему или худшему, чувствует себя настоящим, а не тщательно вылепленным для выполнения заученной цели. Она не учёный, не врач, не суперсильное существо. Она просто девушка из Флориды, которая довольствуется попкорном и просмотром „Это мы“ со своим Вонгерсом».

## Комментарии
1. ↑  Как показано в серии «Обычный уровень ярости».